# Boris Skossyreff
Boris Mikhailovitch Skosyrev, dit aussi Skossyreff-Mavroussoff ou Skosyrew-Mawrusow (russe Борис Михайлович Скосырев) est un aventurier du XXe siècle qui s'est auto-proclamé « roi d'Andorre » en juillet 1934 sous le nom de Boris Ier.

## L'aventurier devenu roi d'Andorre
Après avoir fui la révolution russe en 1917 et obtenu un passeport Nansen, il affirmait s'être réfugié en Grande-Bretagne où il aurait commencé une carrière de diplomate, voyagé dans de nombreux pays, et exercé l'activité d'espion en mission en Sibérie, au Japon et aux États-Unis.
Quoi qu'il en soit, selon The Times, en janvier 1919, un certain Boris Skossyreff alors âgé de 22 ans, ancien traducteur au service de la Mission militaire japonaise, est jugé par le tribunal de police de Westminster à Londres, pour avoir émis un ou des chèques sans provision.

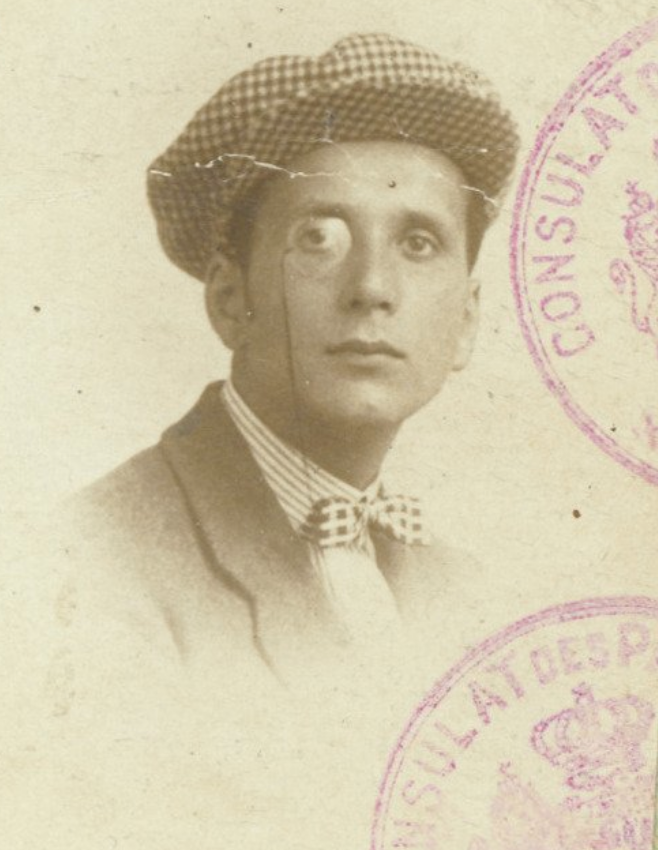
Boris Skosyrev en 1923.

En 1925, il s'installe aux Pays-Bas, au service de cet État, obtient un passeport néerlandais et revendique avoir reçu de la reine Wilhelmine le titre de comte d'Orange, bien qu'il ne figure pas sur la liste des titulaires. La même année, il rencontre Marie-Louise Parat de Gassier, une Française issue d'une vieille famille de Provence, plus âgée que lui. Ils se marient le 21 mars 1931. Ce mariage, qui semblait être de pur intérêt, s'avéra cependant être une chaleureuse et aventureuse complicité car les deux époux se livrèrent ensemble à diverses escroqueries, chèques sans provision, séduction de partenaires fortunés... Ils finirent néanmoins par se séparer et Skossyreff s'installa avec une jeune Anglaise, Polly Heard.

Drapeau de l'Andorre sous Boris Ier.

Accompagné de Florence Marmon, ex-épouse du milliardaire américain Howard Marmon, et de sa compagne anglaise Polly, Boris arrive en Andorre en juillet 1934 après avoir été expulsé de Majorque quelques mois auparavant pour troubles à l'ordre public. L'Andorre est alors aussi pauvre qu'isolée. Soutenu par un membre du Conseil général, Skossyreff promet à la Chambre un régime libéral et la modernisation du pays. Il projette de développer une activité économique autour d'un casino, sur le modèle de Monaco, et de faire des pâturages pyrénéens un paradis fiscal attirant des investissements étrangers, sur le modèle du Liechtenstein. Mais il commet l'erreur de contester l'autorité française sur la principauté, soutenant que Jean d'Orléans, « duc de Guise » est le vrai héritier des comtes de Foix et de Béarn, princes d'Andorre, et que « les Andorrans se sentent administrés contre leur volonté par Albert Lebrun, président de la République française ».
Le 6 juillet 1934, il se proclame roi d’Andorre sous le nom de Boris Ier. Deux jours plus tard, le Conseil général des Vallées, présidé par Pere Torres Riba, entérine la monarchie à l'unanimité moins une voix, soit vingt-deux voix contre l'avis de monsieur Cinto, représentant des Encampadans. Un gouvernement provisoire est constitué dès le lendemain. Le Conseil général devient le parlement, et un nouveau drapeau, orné d'une couronne, est adopté. Une nouvelle constitution doit être rédigée.
Skossyreff proclame la liberté politique, religieuse et d'opinion. La France (dont le président Albert Lebrun est l'un des coprinces) ne réagit pas, et monsieur Cinto, seul conseiller qui s'oppose à Skossyreff, se rend alors en Espagne chez l'évêque d'Urgell, l'autre coprince d'Andorre, pour l'informer de la situation. Le 10 juillet, le Parlement renouvelle sa confiance à Boris Ier (toujours à l'unanimité moins une voix), tandis que l'évêque du diocèse d'Urgel, Justí Guitart i Vilardebó, réaffirme que les seuls coprinces d'Andorre étaient l'évêque lui-même et le président de la République française, sans l'aval (ou le renversement) desquels rien ne peut être entériné.

## Déchéance et exil
Après une semaine, les deux coprinces décident de réagir pour rétablir leur autorité : le roi est destitué le 14 juillet sur ordre des coprinces, l'évêque espagnol d'Urgell et le président français Albert Lebrun. Un groupe de la Guardia civil (la gendarmerie espagnole) entre en Andorre et arrête Boris Ier dont le règne aura duré une semaine. Il sera transféré à Barcelone, puis à Madrid pour être finalement expulsé vers le Portugal en novembre 1934. Selon les autorités espagnoles, il avait un passeport néerlandais indiquant qu'il était né le 12 juin 1896.

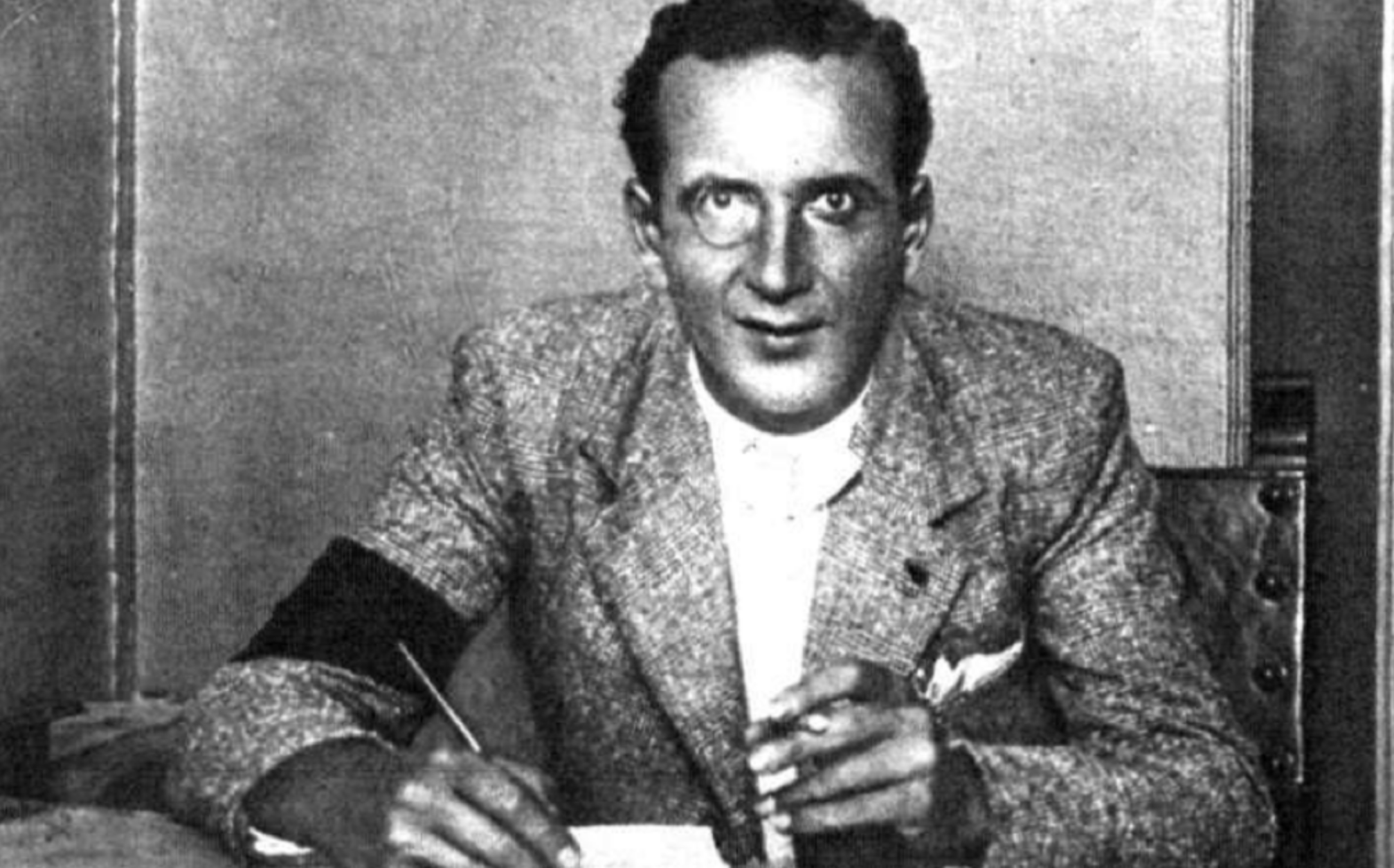
Skossyreff vers 1936.

Quittant le Portugal, Skossyreff arrive à Gênes en 1935, s'embarque immédiatement pour Marseille et retrouve son ancienne épouse Marie-Louise à Saint-Cannat. Il est alors arrêté et emprisonné trois mois à Aix-en-Provence avant d'être extradé vers le Portugal. Il arrive à Lisbonne en mai 1936 avec Marie-Louise, mais il est aussitôt interpellé faute de pouvoir produire une autorisation de résidence. Il se dirige alors vers l'Espagne où vient d'éclater la guerre civile et de là, arrive en 1937 à Saint-Cannat, en France, où il est encore arrêté.
Il est alors détenu au camp de prisonniers de Rieucros. Fin 1939, quand éclate la Seconde Guerre mondiale, il est transféré au camp militaire du Vernet d'Ariège. Il n'en sera libéré qu'en octobre 1942 par l'occupant allemand et il semble qu'il a offert ses « services » au Troisième Reich, car il est une fois encore arrêté en décembre 1946 par les autorités françaises à Berlin. Emprisonné quelques jours à Coblence, il aurait été sérieusement agressé par ses gardiens français en raison de sa collaboration avec l'Allemagne nazie. Une légende sans preuve affirme qu'il aurait été, comme d'autres ressortissants russes d'Occident, livré à l'URSS qui l'aurait envoyé au Goulag, ce qui n'est guère vraisemblable car les collaborateurs des nazis étaient passés par les armes pour haute trahison, or on retrouve la trace de Skossyreff après la guerre dans la ville ouest-allemande de Boppard où il serait mort en 1989[réf. nécessaire].

### Philatélie
Une série de 16 timbres à l’effigie de Boris 1er est émise en juillet 1934 pour le Royaume d'Andorre : imprimée en France, avec légende en français, elle n'arrivera jamais sur place, et la série n'est cotée ni reconnue par aucun catalogue de philatélie, et n'est pas reconnue par les PTT de France et d'Espagne, ni par l'évêque d'Urgell (co-prince). La série n'est pas non plus reconnue par l'UPU (Union Postale Universelle).

### Sources et bibliographie
- (ca) Antoni Morell, Boris I, rei d'Andorra, La Magrana, Barcelone  (ISBN 84-7410-157-3).
- Nouvelle Découverte de l'Andorre, Luis Capdevila, Nouvelles Éditions Latines, Paris, 1959, p. 183 s. NOUVELLE DECOUVERTE DE L'ANDORRE Par… - Google Llibres [28/10/2010].
- (es) Gerhard Lach-Valchs, Boris von Skossyreff: rey de los andorranos, agente de los alemanes, Círculo Rojo, Almería, 2018  (ISBN 9788491947097).
- (es) Miguel Izu, El rey de Andorra, Editorial Berenice, Córdoba, 2018,  (ISBN 978-84-17418-62-5).